# Elmer Symons
Pour les articles homonymes, voir Symons.
Elmer Symons, né le 14 février 1977 et décédé le 9 janvier 2007, était un pilote de moto sud-africain, pratiquant principalement le moto-cross et le rallye-raid. Il trouve la mort lors de la 4e étape de l'édition 2007 du Rallye Dakar, à la suite d'une chute. Il est le 24e concurrent du Dakar mort sur le rallye. Elmer Symons participait pour la première fois au Dakar en tant que pilote après avoir suivi les deux éditions précédentes dans la caravane d'assistance.